# Бонанза (град, Орегон)
Бонанза (на английски: Bonanza) е град в окръг Кламат, щата Орегон, САЩ. Бонанза е с население от 415 жители (2000) и обща площ от 2,1 km². Намира се на 1255,78 m надморска височина. ЗИП кодът му е 97623, а телефонният му код е 541.